# Poa stenantha var. vivipara
Poa stenantha var. vivipara là một phân loài cỏ trong họ hòa thảo, thuộc chi poa.